# Elaeocarpus recurvatus
Elaeocarpus recurvatus é uma espécie de angiospérmica da família Elaeocarpaceae.
Apenas pode ser encontrada no seguinte país: Índia.
Está ameaçada por perda de habitat.